# 雨ふり道玄坂
「雨ふり道玄坂」（あめふりどうげんざか）は、ふきのとうがリリースした6枚目のシングル。

## 解説
タイトルどおり道玄坂を舞台に、失恋した女性の心境を歌った楽曲である。ちなみに、ふきのとうは2人ともに北海道出身である。
ふきのとうのデビュー曲である「白い冬」がオリコン週間ランキング14位を獲得しヒットしたが、その後ヒット曲に恵まれなかった。そこで、山木康世はこの曲の制作の際「白い冬を強く意識した」と語っている。
B面の「おやすみ (Good Night)」は、「雨ふり道玄坂」と同時にアルバム『水車』に収録されたが、シングルとは別のバージョンで収録されている。

## 収録曲

### Side A
1. 雨ふり道玄坂（4分25秒）
  - 作詞・作曲:山木康世／編曲:瀬尾一三

### Side B
1. おやすみ (Good Night)（3分11秒）
  - 作詞・作曲:細坪基佳／編曲:瀬尾一三

## カバー
雨ふり道玄坂
- 田高健太郎（2018年） - トリビュート・アルバム『天衣無縫 〜A Tribute to YAMAKI YASUYO〜』に収録